# Tenkovska bojna "Kune"
Tenkovska bojna "Kune" postrojba je u sastavu Gardijske oklopno-mehanizirane brigade. Jedina je čista tenkovskoj postrojba u Hrvatskoj vojsci, opremljena tenkovima M-84. Postrojba je smještena u vojarni 3. gbr "Kune" u Đakovu. Nosi naziv jedne od legendarnih gardijskih brigada iz Domovinskog rata - Kuna.
Tenkovska bojna Kune sastoji se od pet tenkovskih satnija, te Zapovjedne i Logističke satnije. U Zapovjednoj satniji jesu postrojbe borbene potpore u vidu POLO voda, veze i izvidnika, dok su u Logističkoj satniji postrojbe borbeno-servisne potpore, koje u takvoj tehničkoj postrojbi obavljaju izuzetno zahtjevnu i značajnu zadaću tehničkog održavanja, opskrbe, transporta i saniteta.
Pripadnici tenkovske bojne sudjeluju u partnerskim ciljevima GOMBR-a, a pojedinačno i u međunarodnim misijama, i to ponajprije kao pripadnici OMLT-a i TF u operaciji ISAF u Afganistanu te trenutno u misiji RS u Afganistanu, UNIFIL Libanon te drugim UN i NATO mirovnim operacijama.